# Christopher Morgenstierne Munthe
Christopher Morgenstierne Munthe (1875-1939) era um genealogista norueguês.
Ele era filho do coronel e historiador Hartvig Andreas Munthe (1845–1905). Ele também foi sobrinho do historiador e cartógrafo Gerhard Munthe, sobrinho do pintor Gerhard Munthe, escritor Margrethe Munthe e major-general Carl Oscar Munthe e primo em primeiro grau do bibliotecário Wilhelm Munthe e pintor Lagertha Munthe.
Antes de 1926, ele era, juntamente com Stian Herlofsen Finne-Grønn e Erik Andreas Thomle, co-editor do periódico Norsk tidsskrift for genealogi, personalhistorie, biografi og litteraturhistorie. Este foi o primeiro periódico da Noruega em genealogia. Em 1926, ele estava entre os fundadores da Sociedade Genealógica Norueguesa. A organização lançou um novo periódico, o Norsk Slektshistorisk Tidsskrift.